# Put-in-Bay (Ohio)
Put-in-Bay – wieś na wyspie South Bass, w stanie Ohio, w hrabstwie Ottawa, w USA.

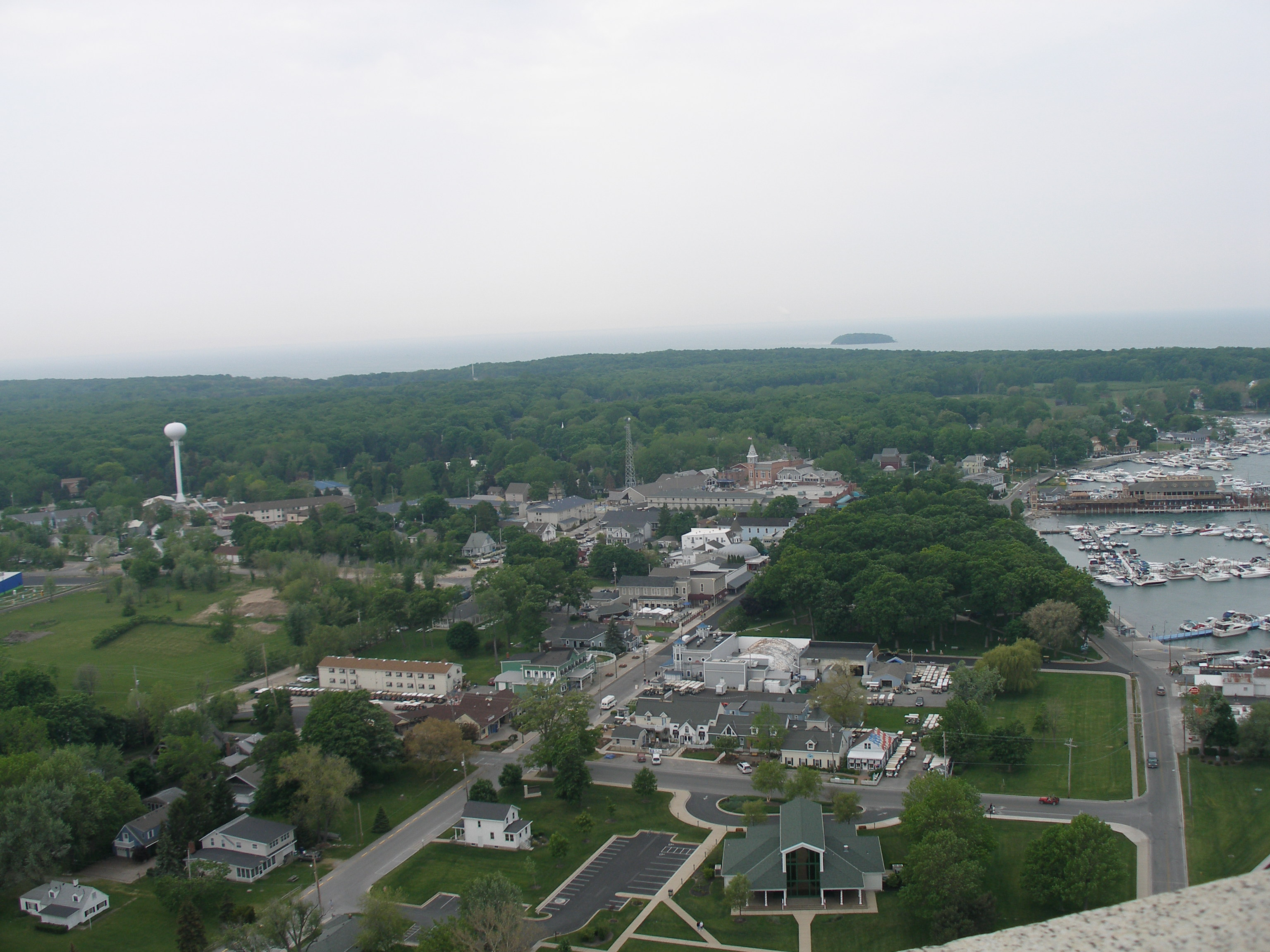
Centrum miejscowości Put-in-Bay (widok ze szczytu pomnika Perry, 2009)